# Amathusia ochrotaenia
Amathusia ochrotaenia is een vlinder uit de familie Nymphalidae. De wetenschappelijke naam van de soort is voor het eerst geldig gepubliceerd in 1951 door Lambertus Johannes Toxopeus.